# Ingrid Auerswald
Ingrid Auerswald (născută Brestrich; n. 2 septembrie 1957, Jena, RDG) este o atletă germană ce a reprezentat Republica Democrată Germană, medaliată olimpică. A participat la două ediție a Jocurilor Olimpice (1980, 1988) în care a câștigat o medalie de aur, o medalie de argint și o medalie de bronz în probele de 4x100 m și 100 m.

## Palmares
| An   | Competiție                   | Locație                      | Loc | Eveniment | Note  |
| ---- | ---------------------------- | ---------------------------- | --- | --------- | ----- |
| 1977 | Cupa Europei                 | Helsinki, Finlanda           | 1   | 4 × 100 m | 42,62 |
| 1977 | Cupa Mondială                | Düsseldorf, Germania de Vest | 2   | 4 × 100 m | 42,65 |
| 1979 | Cupa Europei                 | Torino, Italia               | 1   | 4 × 100 m | 42,09 |
| 1979 | Cupa Mondială                | Montréal, Canada             | 2   | 4 × 100 m | 42,32 |
| 1980 | Jocurile Olimpice            | Moscova, Uniunea Sovietică   | 3   | 100 m     | 11,14 |
| 1980 | Jocurile Olimpice            | Moscova, Uniunea Sovietică   | 1   | 4 × 100 m | 41,60 |
| 1981 | Campionatul European în sală | Grenoble, Franța             | 4   | 50 m      | 6,20  |
| 1983 | Campionatul Mondial          | Helsinki, Finlanda           | 1   | 4 × 100 m | 41,76 |
| 1983 | Cupa Europei                 | Londra, Marea Britanie       | 1   | 4 × 100 m | 42,63 |
| 1985 | Cupa Europei                 | Moscova, Uniunea Sovietică   | 1   | 4 × 100 m | 41,65 |
| 1985 | Cupa Mondială                | Canberra, Australia          | 1   | 4 × 100 m | 41,37 |
| 1986 | Campionatul European         | Stuttgart, Germania de Vest  | 5   | 100 m     | 11,11 |
| 1986 | Campionatul European         | Stuttgart, Germania de Vest  | 1   | 4 × 100 m | 41,84 |
| 1987 | Cupa Europei                 | Praga, Cehoslovacia          | 1   | 4 × 100 m | 41,94 |
| 1988 | Campionatul European în sală | Budapest, Ungaria            | 5   | 200 m     | 23,25 |
| 1988 | Jocurile Olimpice            | Seoul, Coreea de Sud         | 2   | 4 × 100 m | 42,09 |